# Hong Ying Wuguan

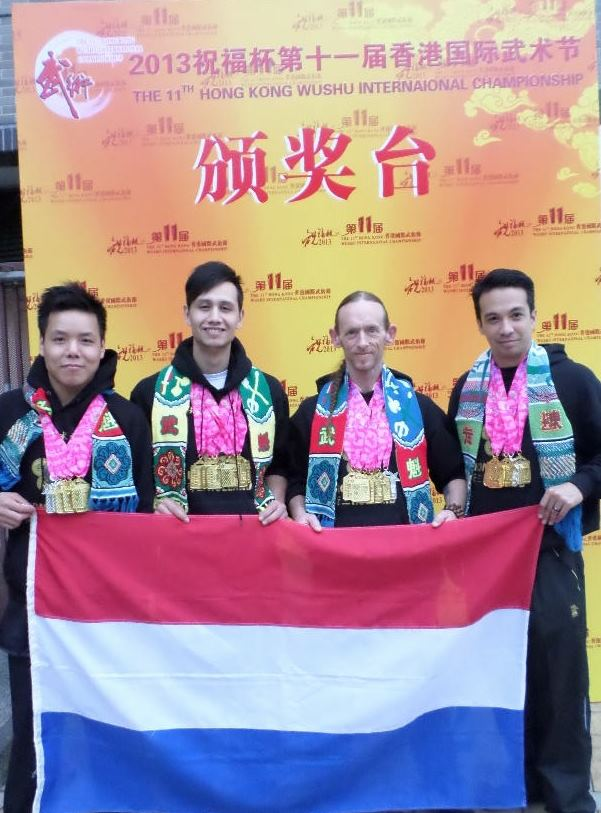
Hong Ying Leiden, WK 2013 - 5 t/m 8 april, v.l.n.r Yu Dai Fu, Chi Kin Melvyn Tang, Mark Horton en Lucas van Scheppingen.

Hong Ying Wuguan is de originele naam van het eerste van een drietal vechtsportscholen in Nederland, met vestigingen in Leiden, Den Haag en Wassenaar. Het lesprogramma is gebaseerd op Chinese vechtsporten en vechtkunsten, bekend als kungfu of wushu. Er wordt les gegeven in Choy Li Fut, tai chi en sanshou.
De oprichter van deze school is Mark Horton, een uit Engeland afkomstige leraar. Horton groeide op in Maleisië en is beoefenaar van deze sporten. Horton is een leerling van grootmeester Doc Fai Wong. Een aantal van de leerlingen van Horton zijn Yu Dai Fu (Leiden), Chi Kin Melvyn Tang (leraar vestiging Den Haag), Yeun Ting Ho, Tony Wittebol, Jay Clayson (leraar sanshou en all-round instructeur) en Lucas van Scheppingen.

## Hong Ying Leiden en omstreken
De eerste Hong Ying-vestiging in Leiden bevond zich eerst jarenlang op de bovenverdieping van een grotendeels houten pand aan de Koppenhinksteeg te Leiden, maar de school besloot om veiligheidsredenen en wegens ruimtegebrek te verhuizen naar een andere grotere locatie waar ook ruimte is om buiten te oefenen. 

## WK Choy Li Fut en Hong Ying Katwijk
Tony Wittebol haalde op 19 augustus 2003 6 medailles in de discipline Choy Li Fut, bij de Wereldkampioenschappen Choy Li Fut, te San Francisco, Californië. Van 2004 tot en met 2009 werd er ook in Katwijk lesgegeven door Tony Wittebol. Een sjerp (vergelijkbaar met een band) kon alleen op de school in Leiden behaald worden. In Katwijk trainden vooral beginners (t/m oranje sherp). Wittebol had zelf de instructeurs-status, met een rode sjerp (net onder zwart). Wittebol is net als zijn leraar Horton gespecialiseerd in tai chi en sanshou en gaf ook les in Leiden, al voor hij in Katwijk les gaf. Na een zware blessure en verandering van werk, heeft Wittebol de school in Leiden verlaten en is hij gestopt (ook door gebrek aan animo) met Hong Ying in Katwijk.

## Film
De choreografie van de vechtscènes van enkele Bollywoodfilms werd in 2006 gedaan door Horton, samen met Wittebol. Horton en Wittebol verbleven diverse malen enkele maanden in Azië. Wittebol verscheen later ook in enkele korte films en videoclips, voornamelijk op YouTube. 

## Kampioenschappen (2)
In 2011 nam een team van de Hong Ying school onder leiding van Horton deel aan het 9e Hong Kong Wushu International Championship. De deelnemers wonnen in de discipline Choy Li Fut 13 medailles, goud, zilver en brons.
Deelname van 5 tot 9 april 2013 aan het 11e Hong Kong Wushu International Championship resulteerde in een vijfde plaats in het landenklassement en 19 gouden en 5 zilveren medailles.
Deelname van 14 - 19 maart 2014 resulteerde in 23 gouden en 7 zilveren medailles. Het ditmaal internationale team bestond uit vijf man, waaronder Mark Horton zelf. Voor Nederland haalde Chi Kin Melvyn Tang van Hong Ying Leiden en Den Haag vier gouden medailles binnen en een zilveren. Yu Dai Fu, ook van Hong Ying Leiden, haalde vijf gouden medailles en drie zilveren. Voor Ierland haalde Adrian Kears vier gouden medailles en twee zilveren. Voor Spanje haalde Victor Melandro drie gouden medailles en een zilveren. Mark Horton haalde zelf zeven gouden medailles voor tai chi waarvan een als 'Grandchampion' vanwege het halen van de meeste gouden medailles van het hele toernooi voor deze discipline. 
Horton heeft de leiding van de school in 2015 tijdelijk overgedragen aan zijn hoogste leerlingen. Hij ging in een ander land lesgeven als nieuwe uitdaging, na ongeveer 25 jaar Hong Ying in Leiden. Hij keerde in 2016 weer terug.
Op 19 maart 2017 deed Horton samen met zijn student, dj Lucas van Scheppingen mee aan de 15e editie van het WK-kungfu te China. Het doel was om samen het record van acht gouden medailles te halen. Van Scheppingen haalde enkele medailles, zilver en goud. Horton haalde in zijn eentje alle acht gouden medailles, wederom een record. Niemand haalde eerder acht gouden medailles, en voor een niet-Chinees is dat in China gelijk aan het behalen van bijvoorbeeld een Olympische titel, men mag aan maximaal acht disciplines meedoen. Aangezien Horton boven de 50 is in 2017 en geblesseerd meedeed (wat hij pas achteraf vertelde) is dit zijn laatste WK.

## Sjerpen (banden)
Bij Hong Ying staat het halen van een sjerp (net als een band bij bijvoorbeeld een Japanse vechtkunst) niet op de eerste plaats. Wil men echter instructeur (instructor) worden, dan moet men de rode sjerp halen (vergelijkbaar met een zwarte band bij andere vechtsporten en vechtkunsten). Men moet dan vele vormen zeer goed kunnen uitvoeren, ook vormen met wapens, zoals speren en zwaarden. Hoewel Choy Li Fut een compleet systeem is, is vaardigheid van sanshou ook belangrijk, maar niet noodzakelijk om instructeur te worden.
Indien men de hoogste in rang is, is men de sifu. De zwarte sjerp is vergelijkbaar met een hogere dangraad. Victor Melandro uit Spanje haalde vlak voor het WK 2014 de zwarte sjerp in de discipline sanshou (na bijna 20 jaar), in Leiden, onder toeziend oog van Horton, die als een van de weinigen in Europa (als leerling van grootmeester Doc Fai Wong) een zwarte sjerp mag toekennen. Meester Niel Wilcott uit Engeland en nog een aantal anderen hebben ook die bevoegdheid.